# ریاض احمد
ریاض احمد (انگلیسی: Riaz Ahmed؛ زادهٔ ۱۱ سپتامبر ۱۹۴۱) بازیکن هاکی روی چمن اهل پاکستان بود.
از افتخارات وی میتوان به کسب مدال طلا در بازی‌های المپیک تابستانی ۱۹۶۸ اشاره کرد.